# Maoritrechus rangitotoensis
Maoritrechus rangitotoensis – gatunek chrząszcza z rodziny biegaczowatych i podrodziny Trechinae.

## Taksonomia
Gatunek został opisany w 1932 roku przez Helen May Brookes. Holotypem jest samiec. W 2010 roku James Ian Townsend dokonał jego redeskrypcji.

## Opis
Ciało długości od 2,7 do 3 mm, szarawo-brązowe. Żuwaczki o 3 ząbkach, w tym premolarnym ostro spiczastym. Głowa duża o rowku ocznym pełnym, stykającym się z rowkiem szyjnym przy drugiej szczecince ocznej. Oczy małe, wypukłe. Przedplecze sercowate, nieco szersze niż długie, o bokach delikatnie z przodu zafalowanych, a ostro zafalowanych przed tylnymi kątami. Rowki krawędziowe dobrze rozwinięte z dwiema szczecinkami. Linia środkowa słabo wgłębiona, z przodu rozdzielona na dwa, tworząc kształt "Y". Ramiona pokryw zaokrąglone, żłobek brzegowy wąski, międzyrzędy umiarkowanie wypukłe, a na trzecim 3 uszczecinione punkty.

## Występowanie
Gatunek ten jest endemitem Nowej Zelandii. Znany wyłącznie z wyspy Rangitoto i półwyspu Kaikoura Peninsula.